# Station Yeoford
Yeoford is een spoorwegstation van National Rail in Yeoford, Mid Devon in Engeland. Het station is eigendom van Network Rail en wordt beheerd door Great Western Railway. Het station is geopend in 2009. Het station is een request stop, waar treinen alleen stoppen op verzoek.